# Mr. Jealousy
Mr. Jealousy è un film del 1997 diretto da Noah Baumbach.

## Trama
Lester, supplente di letteratura, è profondamente geloso. In particolare, rode per il successo letterario di Dashiell, l'arrogante ex della sua fidanzata, Ramona e teme che l'uomo possa essere ancora innamorato di lei. Per scoprirlo, si iscrive sotto falso nome a un corso tenuto da Dashiell.